# Foots Creek
Foots Creek (korábban Bolt) az Amerikai Egyesült Államok északnyugati részén, Oregon állam Josephine megyéjében, az Oregon Route 99 mentén és a Foots-patak torkolatánál elhelyezkedő statisztikai település. A 2020. évi népszámláláskor 734 lakosa volt.
A patak nevét O. G. Foot bányászról kapta. Az 1878–1879-ben működő posta vezetője Silas Draper volt.

## Népesség
A településnek 2010-ben 799, 2020-ban pedig 734 lakosa volt.

## Fordítás
- Ez a szócikk részben vagy egészben  a   Foots Creek, Oregon című angol Wikipédia-szócikk ezen változatának fordításán alapul.  Az eredeti cikk szerkesztőit annak laptörténete sorolja fel. Ez a jelzés csupán a megfogalmazás eredetét és a szerzői jogokat jelzi, nem szolgál a cikkben szereplő információk forrásmegjelöléseként.